# Europese kampioenschappen synchroonzwemmen 2025
De Europese kampioenschappen synchroonzwemmen 2025 werden gehouden van 2 tot en met 5 juni 2025 in Funchal, Madeira, Portugal. De wedstrijden vonden plaats in het Complexo de Piscinas Olímpicas da Penteada.

## Medailles

### Mannen
| Onderdeel          | Goud                               | Goud     | Zilver                | Zilver   | Brons                              | Brons    |
| Solo               | Solo                               | Solo     | Solo                  | Solo     | Solo                               | Solo     |
| ------------------ | ---------------------------------- | -------- | --------------------- | -------- | ---------------------------------- | -------- |
| Technische routine | Ranjuo Tomblin Verenigd Koninkrijk | 234,4225 | Filippo Pelati Italië | 232,6259 | Dennis González Spanje             | 213,6642 |
| Vrije routine      | Jordi Cáceres Spanje               | 188,9500 | Filippo Pelati Italië | 187,1288 | Ranjuo Tomblin Verenigd Koninkrijk | 173,3837 |

### Vrouwen
| Onderdeel            | Goud | Goud     | Zilver | Zilver   | Brons | Brons    |
| Solo                 | Solo | Solo     | Solo | Solo     | Solo | Solo     |
| -------------------- | --- | -------- | --- | -------- | --- | -------- |
| Technische routine   | Vasiliki Alexandri Oostenrijk | 257,2400 | Iris Tió Spanje | 249,0917 | Klara Bleyer Duitsland | 246,9650 |
| Vrije routine        | Klara Bleyer Duitsland | 219,8363 | Enrica Piccoli Italië | 212,9451 | Iris Tió Spanje | 208,9075 |
| Duet                 | |          | |          | |          |
| Technische routine   | Anna-Maria Alexandri Eirini Marina Alexandri Oostenrijk                                                                                    | 301,8800 | Meritxell Ferré Lilou Lluís Spanje | 282,1017 | Anastasia Bayandina Romane Lunel Frankrijk                                                                                          | 277,1442 |
| Vrije routine        | Enrica Piccoli Lucrezia Ruggiero Italië | 250,6683 | Lilou Lluís Iris Tió Spanje | 248,3325 | Klara Bleyer Amelie Blumenthal Haz Duitsland                                                                                        | 237,0950 |
| Team                 | |          | |          | |          |
| Technische routine   | Spanje Cristina Arámbula Meritxell Ferré Marina García Lilou Lluís Alisa Ozhogina Paula Ramírez Sara Saldaña Iris Tió                      | 290,3810 | Oekraïne Oleksandra Goretska Mariia Hrynishyna Uliana Hrynishyna Alisa Kulyk Yelyzaveta Lymar Daria Moshynska Daria Prynko Anastasiia Shmonina | 266,2233 | Frankrijk Angéline Bertinelli Jeanne Clair Ambre Esnault Héloïse Guillot Claudia Janvier Romane Lunel Romane Temessek Lou Thuillier | 265,7233 |
| Vrije routine        | Spanje Cristina Arámbula Meritxell Ferré Marina García Dennis González Alisa Ozhogina Paula Ramírez Sara Saldaña Iris Tió                  | 320,1147 | Italië Valentina Bisi Beatrice Esegio Marta Iacoacci Alessia Macchi Sofia Mastroianni Susanna Pedotti Sophie Tabbiani Giulia Vernice           | 277,7194 | Israël Yogev Dagan Catherine Kunin Alexandra Lerman Noga Levy Lior Makmel Aya Mazor Shaya Sar Shalom Nechmad Yaara Sharabi          | 223,7710 |
| Acrobatische routine | Italië Beatrice Andina Marta Iacoacci Alessia Macchi Giorgia Lucia Macino Sofia Mastroianni Susanna Pedotti Sophie Tabbiani Giulia Vernice | 208,4609 | Oekraïne Ivanna Burba Olexandra Goretska Uliana Hrynishyna Alisa Kulyk Yelyzaveta Lymar Daria Moshynska Anastasiya Shmonina Mariya Zdorovtsova | 202,7965 | Spanje Cristina Arámbula Meritxell Ferré Marina García Dennis González Lilou Lluís Meritxell Mas Paula Ramírez Sara Saldaña         | 202,6892 |

### Gemengd
| Onderdeel          | Goud                                    | Goud         | Zilver                                             | Zilver       | Brons                                           | Brons        |
| Gemengd duet       | Gemengd duet                            | Gemengd duet | Gemengd duet                                       | Gemengd duet | Gemengd duet                                    | Gemengd duet |
| ------------------ | --------------------------------------- | ------------ | -------------------------------------------------- | ------------ | ----------------------------------------------- | ------------ |
| Technische routine | Mireia Hernandez Dennis González Spanje | 216,1967     | Isabelle Thorpe Ranjuo Tomblin Verenigd Koninkrijk | 214,9441     | Lucrezia Ruggiero Filippo Pelati Italië         | 205,9059     |
| Vrije routine      | Iris Tió Dennis González Spanje         | 290,4242     | Lucrezia Ruggiero Filippo Pelati Italië            | 288,8300     | Holly Hughes Ranjuo Tomblin Verenigd Koninkrijk | 283,0990     |

## Medaillespiegel
| Plaats | Land                | Goud | Zilver | Brons | Totaal |
| 1      | Spanje              | 5    | 3      | 3     | 11     |
| 2      | Italië              | 2    | 5      | 1     | 8      |
| 3      | Oostenrijk          | 2    | 0      | 0     | 2      |
| 4      | Verenigd Koninkrijk | 1    | 1      | 2     | 4      |
| 5      | Duitsland           | 1    | 0      | 2     | 3      |
| 5      | Oekraïne            | 0    | 2      | 0     | 2      |
| 7      | Frankrijk           | 0    | 0      | 2     | 2      |
| 8      | Israël              | 0    | 0      | 1     | 1      |
| Totaal | Totaal              | 11   | 11     | 11    | 33     |

Onderdeel van de Europese kampioenschappen zwemsporten:

Wenen 1974 · 
Jönköping 1977 · 
Split 1981 · 
Rome 1983 · 
Sofia 1985 · 
Straatsburg 1987 · 
Bonn 1989 · 
Athene 1991 · 
Sheffield 1993 · 
Wenen 1995 · 
Sevilla 1997 · 
Istanboel 1999 · 
Helsinki 2000 · 
Berlijn 2002 · 
Madrid 2004 · 
Boedapest 2006 · 
Eindhoven 2008 · 
Boedapest 2010 · 
Eindhoven 2012 · 
Berlijn 2014 · 
Londen 2016 · 
Glasgow 2018 · 
Boedapest 2020 · 
Rome 2022 · 
Belgrado 2024 · 
Funchal 2025